# Eucariogènesi viral
L'eucariogènesi viral és una hipòtesi proposada per Philip Bell el 2001 segons la qual el nucli cel·lular dels eucariotes va evolucionar a partir d'un virus ADN de grans dimensions en un Mycoplasma, de manera semblant a la teoria endosimbiòtica. És una teoria que ha guanyat adeptes a mesura que s'han anat descobrint grans virus com el Mimivirus.
Hi ha un nombre de preceptes d'aquesta teoria que són possibles. Per exemple, un virus helicoidal amb una envolta lipídica té certa semblança amb un nucli cel·lular molt simplificat, semblant a un cromosoma envoltat d'una membrana lipídica. Per considerar lògica la seqüència, el virus ADN hauria de convertir-se en el centre genètic i prendre el control de l'arqueu o bacteri. En comptes de replicar-se i destruir la cèl·lula, hi romandria a dins. Així, en posseir el virus la maquinària molecular, podria esdevenir-ne un nucli primitiu. A través del procés de mitosi i citocinesi, el virus hauria segrestat la cèl·lula sencera, assegurant-se així la supervivència dels seus gens d'una manera molt favorable.